# Striga crispata
Striga crispata — ендемічний вид, однорічна прямовисна півпаразитна трава.

## Біоморфологічна характеристика
Півпаразит. Стебло 9–25 см заввишки, з 4 гребенями, просте або з 2–3 гілками знизу від середини, рідко дрібно-волосисте. Листки прості, сидячі, супротивні на нижніх і супротивні на верхніх листках, лінійні, 7–15 × 1.0–1.3 мм, зрізані біля основи, загострені на верхівці, жилки нечіткі, зеленого або пурпурового кольору, рідко дрібно-волосисті на обох поверхнях і краях. Суцвіття — колос, 7–7.5 см завдовжки, ≈ 14–40 квіток, нещільне. Чашечка 5-ребриста, 6–8 мм завдовжки, трубка довжиною 4–5 мм, часточок 5, лінійна, рівної довжини, 1–3 мм завдовжки, рідко дрібно-волосиста. Плід — коробочка, яйцеподібна, 2,0 × 1.8 мм, чорно-коричнева, коли дозріває, чашечка стійка, плід укладений у часточки чашечки. Насіння від яйцеподібної до довгастої або ниркоподібної форми, 0.30–0.35 × 0.1–0.2 мм, помітне сітчасте з виступами на поверхні, коричневе, голе.
Найбільше нагадує австралійський вид S. parviflora (R. Brown) Benth, але його можна відрізнити за довшими віночками рожевого або рожевувато-пурпурового кольору, часточками віночка з хвилястими краями та орнаментованою поверхнею насіння, яку вкриває лише первинний хребет.
Цвіте і плодоносить з жовтня по листопад, взимку в'яне.

## Поширення й екологія
Вид відомий лише з типової місцевості на Тайвані (містечко Таву, округ Тайтун), знайденої на краю струмків, на висоті 20–30 м. Рослина-господар — Heteropogon contortus (L.) P. Beauv. ex Roem. & Schult (Poaceae).